# Batteri Ystad (12/70)

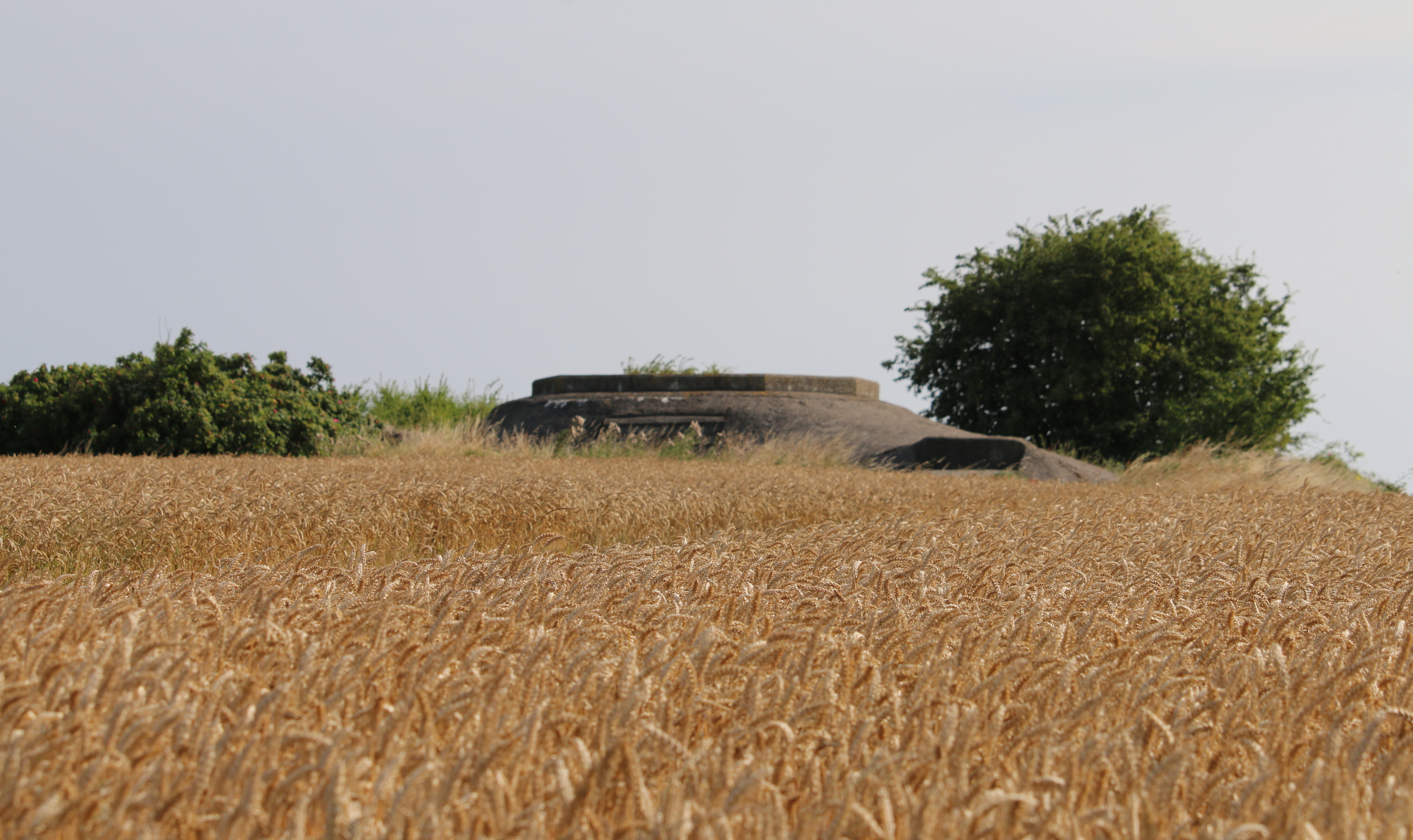
Bunker vid Svarte

Batteri Ystad (12/70), förkortat YD1, var ett tungt kustartilleribatteri beläget väst och nordväst om tätorten Ystad i Skåne.

## Historia
Batteriet var ett av sex i den sista stora utbyggnaden av det fasta svenska kustartilleriet. Batteriet färdigställdes 1982 och var det första i serien som placerades på slätt-/åkermark. Batteriet ersatte det gamla batteri Ystad vilket var av modellen 7,5/57. Detta batteri var lokaliserat närmare kusten strax öster om byn Svarte.  

## Batteribeskrivning
Ett 12/70-batteri var en mycket komplex anläggning med ett flertal olika, av varandra oberoende, fortifikatoriskt skyddade enheter spridda över ett omfattande geografiskt område. Syftet med detta var att försvåra en utslagning av anläggningen. Batteri Ystad var till sin huvuddel beläget väst och nordväst om staden med två pjäsplatser söder om E65 och en norr om. Pjäsplatserna var belägna på tre kullar med ett avstånd av 800-1000 meter mellan varandra. Till detta kom platser för luftvärnspjäser och eldledningsradar samt ledning. Utöver detta fanns även förberedda grupperingsplatser för granatkastare vilka skulle svara för batteriets närförsvar. 
Syftet med batteriets geografiska placering var att i krig kunna skydda Ystads hamn och omgivande kustområde från en fientlig landstigning och invasion. Ett liknande batteri i samma serie byggdes för att skydda Trelleborgs hamn. 

## Avveckling
Beslut att batteriet, liksom allt fast kustartilleri, skulle utgå ur krigsorganisation kom med försvarsbeslutet 2000. Batteriet avvecklades 2002-2003. Idag syns vissa spår av batteriet genom runda betonggjutningar på platserna där pjäserna en gång fanns. En av pjäserna från Ystadsbatteriet står uppställd på Beredskapsmuseet utanför Helsingborg.